# Тьоша (река)
Тьоша (на руски: Тёша) е река в Нижегородска област на Русия, десен приток на Ока (десен приток на Волга). Дължина 311 km. Площ на водосборния басейн 7800 km².

## Извор, течение, устие
Река Тьоша води началото си на 198 m н.в., в северната част на Приволжкото възвишение, на 6 km южно от град Лукоянов, в южната част на Нижегородска област. В горното и средното си течение тече съответно на северозапад и запад през крайните северозападни части на Приволжкото възвишение през силно окарстени райони. В долното течение посоката ѝ е на северозапад през крайната североизточна част на Окско-Донската равнина, където силно меандрира в широка и плитка долина. Влива се отдясно в река Ока (десен приток на Волга), при нейния 204 km, на 68 m н.в., на 3 km северозападно от село Уголное, в западната част на Нижегородска област.

## Водосборен басейн, притоци
Водосборният басейн на Тьоша заема площ от 7800 km², което представлява 3,18% от водосборния басейн на река Ока. На изток и североизток водосборния басейн на Тьоша граничи с водосборния басейн на река Сура (десен приток на Волга), на юг – с водосборния басейн на река Мокша (десен приток на Ока), а на югозапад и север – с водосборните басейни на по-малки реки, десни притоци на Ока. Основни притоци: леви – Иржа (53 km); десни – Серьожа (196 km).

## Хидроложки показатели
Тьоша има смесено подхранване с преобладаване на снежното. Среден годишен отток на 230 km от устието 4 m³/s. Заледява се през ноември или 1-вата половина на декември, а се размразява през 2-рата половина на март или 1-вата половина на април.

## Стопанско значение, селища
В долното течение е плавателна по време на пълноводие за плиткогазещи съдове. По течението ѝ са разположени множество населени места, в т.ч. градовете Лукоянов и Арзамас и селищата от градски тип Шатки и Гремячево.